# Oginga Odinga
Jaramogi Ajuma Oginga Odinga (ur. w październiku 1911, zm. 20 stycznia 1994) – kenijski polityk.
Pochodził z ludu Luo. Od 1960 do 1966 był wiceprzewodniczącym Afrykańskiego Narodowego Związku Kenii (KANU), którego w 1960 był współzałożycielem. Stał na czele lewego skrzydła KANU. Sprawował urząd ministra spraw wewnętrznych (1963-1964), a następnie wiceprezydenta (1964-1966). W 1966 założył opozycyjny Ludowy Związek Kenii (KPU), po którego delegalizacji był więziony w latach 1969-1971.
Jeden z jego synów, Raila Odinga, sprawował urząd premiera Kenii.